# 紬良郁水
紬良 郁水（つむら いくみ、2月2日 - ）は、日本の女性声優。奈良県出身。アミュレート準所属。以前はディーカラーに所属していた。

## 来歴・人物
方言は関西弁。
趣味は小説を書くこと。
2024年8月1日、ディーカラーとアミュレートとの事業統合によりアミュレートへ移籍。

## 出演

### ゲーム
- スクウェア・エニックス｢トリニティマスター｣（怪力娘のモモス[1]）
- 魔都紅色幽撃隊（看護師[1]）

### 吹き替え

#### 映画
- Le Pupille

#### ドラマ
- スノードロップ（女子大生[1]）
- Step Up

#### アニメ
- パウ・パトロール[2]